# DDR-Meisterschaften im Fechten 1955
Die DDR-Meisterschaften im Fechten 1955 waren die vierte Austragung der nationalen Titelkämpfe der Deutschen Demokratischen Republik im Fechten. Die Einzelmeisterschaften fanden bis zum 22. Mai 1955 in Görlitz (Bezirk Dresden) statt, während der Zeitpunkt der in Zwickau (Bezirk Karl-Marx-Stadt) ausgetragenen Mannschaftsmeisterschaften nicht bekannt ist.

## Medaillengewinner

### Einzelmeisterschaften
| Disziplin | Gold                                                | Silber                                          | Bronze                                     |
| Männer    | Männer                                              | Männer                                          | Männer                                     |
| --------- | --------------------------------------------------- | ----------------------------------------------- | ------------------------------------------ |
| Florett   | Dieter Athenstedt (BSG Empor Mitte Leipzig)         | Heinz Ebert (BSG Einheit Mitte Karl-Marx-Stadt) | Rudi Kneip (BSG Empor Mitte Leipzig)       |
| Degen     | Rudi Kneip (BSG Empor Mitte Leipzig)                | Herbert Beyrich (BSG Empor Mitte Leipzig)       | Heinz Pechmann (BSG Post Erfurt)           |
| Säbel     | Rudi Kneip (BSG Empor Mitte Leipzig)                | Dieter Athenstedt (BSG Empor Mitte Leipzig)     | Hans-Eberhard Gäbel (DHfK Leipzig)         |
| Frauen    |                                                     |                                                 |                                            |
| Florett   | Christa Freitag (BSG Einheit Mitte Karl-Marx-Stadt) | Ruth Domaschke (BSG Motor Jena)                 | Elisabeth Herold (BSG Empor Mitte Leipzig) |

### Mannschaftsmeisterschaften
| Disziplin | Gold                                                                                             | Silber    | Bronze                                                                                           |
| Männer    | Männer                                                                                           | Männer    | Männer                                                                                           |
| --------- | ------------------------------------------------------------------------------------------------ | --------- | ------------------------------------------------------------------------------------------------ |
| Florett   | BSG Motor West Zella-Mehlis Hans Baumbach Werner Hübner Waldemar Kührt Herbert Schöne Erich Wahl |           |                                                                                                  |
| Degen     | BSG Empor Mitte Leipzig                                                                          |           |                                                                                                  |
| Säbel     | BSG Einheit Mitte Karl-Marx-Stadt                                                                | unbekannt | BSG Motor West Zella-Mehlis Hans Baumbach Werner Hübner Waldemar Kührt Herbert Schöne Erich Wahl |
| Frauen    |                                                                                                  |           |                                                                                                  |
| Florett   | BSG Empor Mitte Leipzig                                                                          |           |                                                                                                  |

## Medaillenspiegel
Der Medaillenspiegel umfasst lediglich die siebzehn bekannten Medaillen, sieben weitere Medaillengewinner sind nicht erfasst.
| Rang   | Verein                            | Gold | Silber | Bronze | Gesamt |
| ------ | --------------------------------- | ---- | ------ | ------ | ------ |
| 1.     | BSG Empor Mitte Leipzig           | 5    | 2      | 2      | 9      |
| 2.     | BSG Einheit Mitte Karl-Marx-Stadt | 2    | 1      | 0      | 3      |
| 3.     | BSG Motor West Zella-Mehlis       | 1    | 0      | 1      | 2      |
| 4.     | BSG Motor Jena                    | 0    | 1      | 0      | 1      |
| 5.     | BSG Post Erfurt DHfK Leipzig      | 0    | 0      | 1      | 1      |
| Gesamt | Gesamt                            | 8    | 4      | 5      | 17     |